# Équipe des Fidji de rugby à XV des moins de 20 ans
L'équipe des Fidji des moins de 20 ans est constituée par une sélection des meilleurs joueurs fidjiens de rugby à XV de moins de 20 ans, sous l'égide de la fédération fidjienne de rugby à XV.

## Histoire
L’équipe des Fidji des moins de 20 ans est créée en 2008, remplaçant les équipes des Fidji des moins de 21 ans et des moins de 19 ans à la suite de la décision de l'IRB en 2007 de restructurer les compétitions internationales junior. Elle participe chaque année au championnat du monde junior ou au Trophée mondial junior suivant son classement.
Lors de l'édition 2016 (en) du Trophée mondial des moins de 20 ans, les Fidjiens terminent à la 3e place.
Ils remportent la compétition en 2018 ; cette première victoire leur permet d'être promu et de participer au championnat du monde junior la saison suivante, qu'ils n'ont plus disputé depuis leur relégation en 2014.

## Palmarès
- Trophée mondial de rugby à XV des moins de 20 ans :
  - Vainqueur : 2018.
  - Troisième : 2016 (en).